# Grand Sceau de l'Ontario

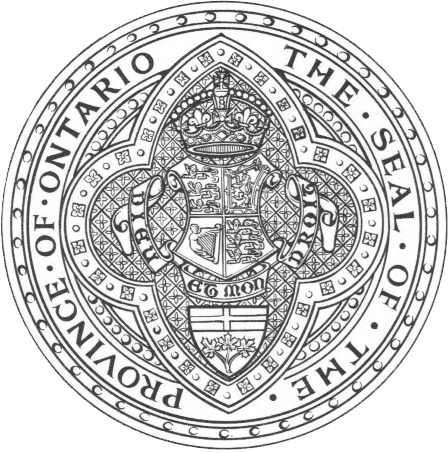
Le Grand Sceau de l'Ontario.

Le Grand Sceau de l'Ontario est un sceau utilisé pour authentifier les documents officiels émis par le gouvernement de l'Ontario qui sont émis au nom de Sa Majesté le Roi en droit de l'Ontario (His Majesty the King in Right of Ontario), dans le cadre du système de Westminster et de la monarchie canadienne. Ces documents incluent la nomination du Conseil exécutif et des membres du gouvernement.  

## Description
Au centre du grand sceau figure l'écu des Armoiries royales du Royaume-Uni représentant les liens avec le Royaume-Uni, surmontées à la crête par la couronne de saint Édouard. Quatre cercles visibles entourent ces symboles, dont un incluant les mots Seal of the Province of Ontario (en anglais seulement).

## Histoire
Le sceau fut utilisé pour la première fois le 1er janvier 1870 à la suite de l'approbation par sanction royale de la Reine Victoria.

## Gardien
Le gardien du sceau est le Lieutenant-gouverneur de l'Ontario, représentant le monarque, le roi Charles III, mais il est confié au procureur général de l'Ontario, et le ministre des Services gouvernementaux et des Services aux consommateurs et aux entreprises en Ontario (Minister of Public and Business Service Delivery, Ontario) en a la garde quotidienne. 

## En architecture
Le grand sceau est sculpté sur la façade de l'Assemblée législative de l'Ontario à Queens Park, Toronto.